# The Man (chanson)
Singles de Taylor Swift
Lover
(2019) cardigan
(2020)
Pistes de Lover
Lover
(3) The Archer
(5)
The Man est une chanson enregistrée par l'auteure-compositrice-interprète américaine Taylor Swift, pour son septième album studio, Lover (2019). Quatrième piste de Lover, Swift écrit et produit la chanson avec Joel Little (en) . The Man est une chanson synth-pop et electropop avec des harmonies flashy, des synthés troubles et des rythmes grondants. Au cours d'une production rythmée, Swift imagine le traitement que les médias lui réserveraient si elle était un homme. La chanson reçoit un accueil positif de la part des critiques, qui louent son message féministe. La chanson est lancée sur les radios américaines les 27 et 28 janvier 2020, en tant que quatrième et dernier single de l'album.
The Man atteint la 23e place du Billboard Hot 100, devenant le quatrième single consécutif de Lover à atteindre le top 40 du classement. Il entre également dans le top quarante en Australie, en Belgique, au Canada, en République tchèque, en Estonie, en Hongrie, en Irlande, en Malaisie, en Nouvelle-Zélande, en Norvège, à Singapour, en Slovaquie et au Royaume-Uni. Le 7 février 2020, une vidéo lyrique animée de la chanson sort sur YouTube. Le 18 février, une version acoustique live de la chanson, intitulée The Man (Live from Paris), sort sur toutes les plateformes musicales, accompagnée de sa vidéo live.
Le clip officiel de The Man sort le 27 février 2020, réalisé par Swift elle-même, marquant ses débuts en tant que réalisatrice en solo. La vidéo satirique voit Swift dans son alter-ego masculin théorique nommé "Tyler Swift", joué par Dwayne Johnson, présentant plusieurs exemples répandus de deux poids, deux mesures sexistes dans la société, y compris l'objectivation, la sexualisation des femmes, la masculinité toxique et le patriarcat. La vidéo est acclamée par la critique pour son concept et la transformation de Swift en homme. Elle est nommée pour la vidéo de l'année, le meilleur clip au message social (en) et la meilleure réalisation aux MTV Video Music Awards 2020, remportant ce dernier, faisant de Swift la première réalisatrice solo de l'histoire des VMA à remporter la catégorie.

## Contexte et composition
« We [women] have to curate and cater everything, but we have to make it look like an accident. Because if we make a mistake, that's our fault, but if we strategize so that we won't make a mistake, we're calculating. There is a bit of a damned-if-we-do, damned-if-we-don't thing happening in music. (« Nous [les femmes] devons tout organiser et approvisionner, mais nous devons faire en sorte que ça ressemble à un accident. Parce que si nous faisons une erreur, c'est de notre faute, mais si nous mettons en place des stratégies pour ne pas faire de fautes, nous sommes calculatrices. Il y a un côté, maudit soit tu si nous faisons quelque chose, maudit soit tu si nous ne faisons rien, qui se passe dans la musique. ») »

— Swift sur ce qui l'a inspiré pour "The Man"

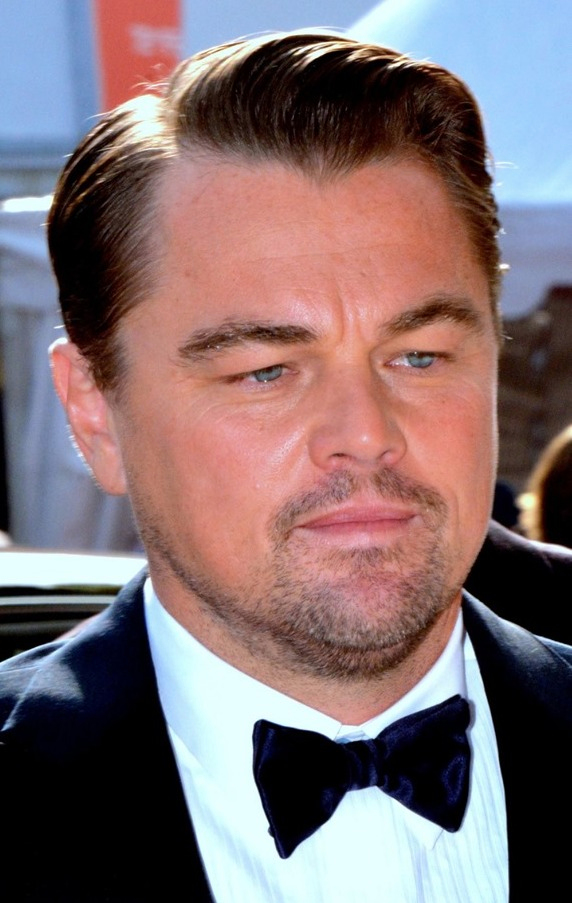
La chanson fait référence à l'acteur Leonardo DiCaprio dans les paroles. Deux films mettant en vedette DiCaprio, Inception et Le loup de Wall Street, sont référencés dans les vidéos de la chanson.

Le processus d'enregistrement du septième album studio de Taylor Swift, Lover, dure moins de trois mois et se termine en février 2019. Joel Little est révélé comme l'un des producteurs de l'album avec la sortie du premier single Me ! en avril. Il co-écrit et co-produit quatre des dix-huit titres de l'album. Le titre de la chanson est révélé avec les paroles « I'd be a fearless leader / I'd be an alpha type / When everyone believes ya— / What's that like? » dans l'interview réalisée pour la couverture de Vogue pour le numéro de septembre 2019.
The Man est une chanson synth-pop, et électropop qui présente des harmonies flashy et un synthétiseur trouble. Swift imagine le traitement qui lui serait réservé par les médias si elle était un homme, sur une production rythmée. Swift défie les deux poids, deux mesures sexistes de la société, avec des paroles incluant une référence à l'acteur américain Leonardo DiCaprio. Swift prend l'acteur en exemple pour expliquer le sexisme, en chantant And they would toast to me, oh, let the players play/I'd be just like Leo in Saint-Tropez (« Et ils me porteraient un toast, oh, laissez les joueurs jouer / Je serais comme Leo à Saint-Tropez »). Dans des extraits d'une interview avec Billboard en décembre 2019, Swift déclare qu'elle a écrit la chanson non seulement à partir de son expérience personnelle, mais également en entendant les expériences générales de femmes travaillant dans tous les secteurs de l'industrie de la musique.
Selon Gil Kaufman de Billboard, The Man est une déclaration pointue sur « à quel point les femmes doivent travailler plus dur que les hommes pour atteindre la même ligne d'arrivée ». Jason Lipshutz du même magazine décrit la chanson comme un « regard mordant sur la dynamique des genres à la fois dans l'industrie pop et dans la culture axée sur les célébrités », notant qu'elle est composée sur le plan sonore d'un rythme grondant et de synthés crépitants et fournit lyriquement un humour ironique et un honnête perspective. Une vidéo lyrique animée pour The Man sort le 7 février 2020.

## Réception critique
The Man est acclamé par les critiques de musique. Spencer Kornhaber de The Atlantic décrit The Man comme « l'une des chansons les plus directement accrocheuses » de Lover, et l'a en outre qualifiée de « déclaration musicale la plus explicite sur le sexisme » de Swift. Il a estimé que la référence à Leonardo DiCaprio est la ligne « la plus mémorable » de la chanson. Brittany Hodak de Forbes salue la chanson comme « la chanson la plus importante qu'elle [Swift ait] jamais écrite ». Elle déclare également que la chanson est « une représentation brillante du sexisme subtil et pas si subtil auquel les femmes sont confrontées chaque jour ». Raisa Bruner du Time qualifié la chanson de « bop explosif et stimulant » qui est « un hymne pour tous ceux qui se sentent bloqués par des doubles standards sexistes ». En comparant la chanson à l'album de Swift de 2017, Rob Sheffield de Rolling Stone décrit The Man comme « une bombe féministe que Reputation aurait pu utiliser ». Carl Wilson de Slate estime que la chanson « élargit l'objectif et présente un argument plus convaincant pour ses griefs [de Swift] que sur n'importe quelle piste qu'elle ait jamais écrite ». Il décrit en outre la chanson comme un « mode synth-strut qui rappelle beaucoup Haim » qui « vise l'industrie de la musique sexiste et les doubles standards des médias et continue de tirer dans le mille ».
Écrivant pour Elite Daily, Sade Spence et Kristen Perrone déclarent que les paroles de la chanson sont « super audacieuses et portent un message puissant sur les femmes ». Ils écrivent aussi que la chanson est un ajout au « canon légendaire des prises de position astucieuses sur le sexisme » dans la musique. Allie Gemmill de Teen Vogue déclare que la chanson « donne aux femmes la permission de continuer à défier les doubles standards sexistes, et les fans sont là pour ça », ajoutant que la chanson « féroce » comprend « de nombreuses paroles incroyablement bonnes ». Écrivant pour Billboard, Jason Lipshutz l'appelle « un jam complet » et la classe comme le 12e meilleur morceau de l'album, et écrit aussi qu'il « attirera l'attention pour son sujet brûlant, mais c'est aussi l'une des productions les plus complètes de Lover ». Gab Ginsberg du même magazine estime que The Man est « accrocheur comme tout ». Écrivant pour leNew York Times, Jon Caramanica décrit la chanson comme « excellente et pointue ». Jordan Sargent de Spin compare négativement la chanson à You Need to Calm Down, déclarant que les paroles If I was a man, then I'd be the man (« Si j'étais un homme, je serais l'homme ») n'offrent pas vraiment beaucoup de perspicacité.

## Sortie et performances commerciales
Le 16 août 2019, Swift annonce la liste des titres de son septième album studio, Lover, où The Man est dévoilé. Une semaine plus tard, l'album sort avec The Man servant de quatrième morceau. L'année suivante, la chanson fait ses débuts sur les radios américaines les 27 et 28 janvier 2020, en tant que quatrième single de Lover. Le mois suivant, le morceau est diffusé par Universal Music Group à la radio italienne à partir du 14 février tandis que la version live est mise à disposition en téléchargement numérique et en streaming dans le monde entier quatre jours plus tard.
Aux États-Unis, après la sortie de son album parent Lover, The Man fait ses débuts à la quatrième place du Billboard Streaming Songs, à la vingt-troisième place du Billboard Hot 100 et à la trente-deuxième place du Billboard Digital Song Sales, le 7 septembre 2019,. La chanson culminé aux places 20 et 10 du Billboard Pop Songs et du Billboard Adult Pop Songs . En Europe, The Man s'est classé 16e en Irlande, 62e aux Pays-Bas, 24e en Norvège, 82e en Écosse, 63e en Suède, 80e en Suisse et 21e au Royaume-Uni. Il connait également un succès commercial en Océanie, culminant au 17e rang en Australie et au 15e en Nouvelle-Zélande.

## Clip musical

### Contexte

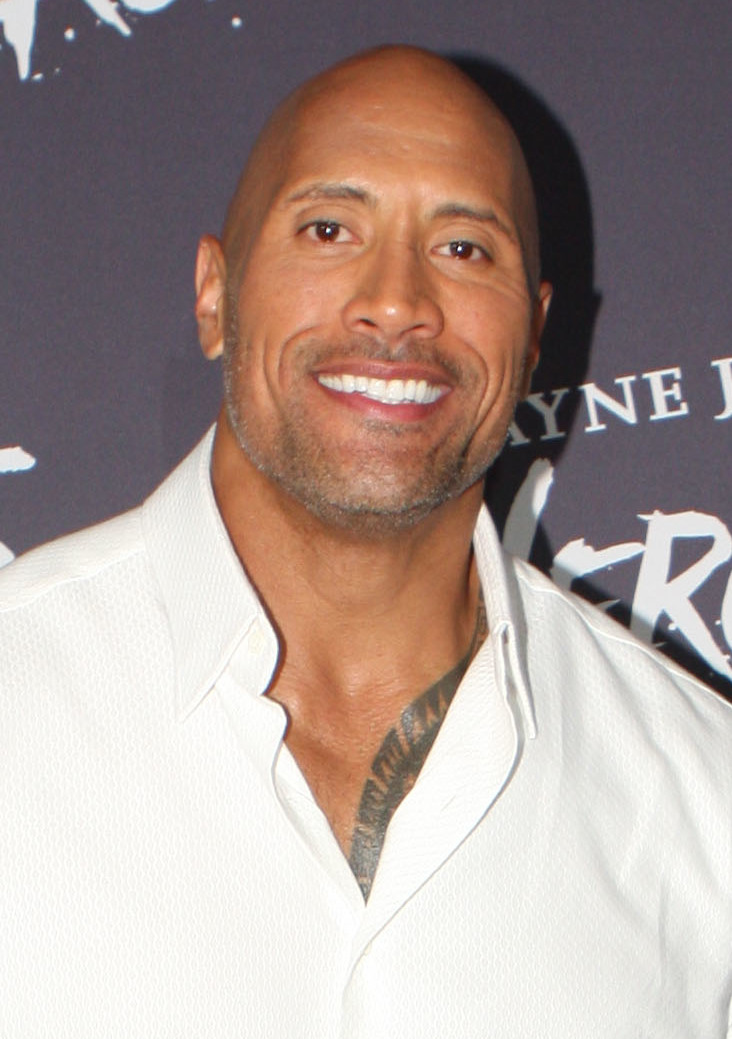
L'acteur américain Dwayne Johnson fait la voix de l'alter-ego masculin de Swift dans le clip vidéo.

Le 25 février 2020, Swift annonce via ses réseaux sociaux que le clip vidéo serait publié deux jours plus tard. La vidéo est réalisée par Swift, ce qui en fait ses débuts officiels en tant que réalisatrice. Swift répond aux questions des fans dans l'heure précédant la première du clip vidéo sur YouTube le 27 février 2020. Elle déclare que toute la préparation du clip vidéo — y compris la planification des réunions, la création de tableaux d'humeur, les lieux de repérage et la conception des costumes et des décors — a pris plusieurs mois. Elle confirme également qu'il y aurait beaucoup d'Easter egg dans la vidéo.

« With  "The Man" music video, I wanted to show a heightened reaction of how the world reacts to someone who's male, hot, rich, young and cocky. I wanted to show how there's immediate approval and benefit of the doubt given, in a ridiculous way. (« Avec le clip de The Man, je voulais montrer une vision accrue de la façon dont le monde réagit face à un homme, sexy, riche, jeune et arrogant. Je voulais montrer qu'il y avait une acceptation immédiate et une bénéfice du doute offert, de façon ridicule. ») »

— Swift, The Man (Behind The Scenes: Directing)
La vidéo présente des caméos des stars de TikTok Loren Gray (la deuxième personne plus suivie sur la plateforme à l'époque) et Dominic Toliver, l'actrice Jayden Bartels et le père de Swift, Scott Swift ; l'acteur Dwayne Johnson apparaît dans un bref rôle vocal. L'équipe de production de la vidéo comprend le producteur Jil Hardin, la productrice exécutive Rebecca Skinner, l'assistant réalisateur Joe Osborne, le directeur de la photographie Rodrigo Prieto, le concepteur de production Ethan Tobman et le maquilleur Bill Corso,. La transformation de Swift implique une « combinaison musculaire », un maquillage prothétique, des perruques de sourcils et des sculptures faciales, qui prenaient entre quatre et six heures à appliquer chaque jour. Elle travaille également avec les entraîneurs de mouvement Stephen Galloway et Spenser Theberge, ainsi que l'éditeur Chancler Haynes. Les effets visuels ont été gérés par Ingenuity Studios.

### Synopsis et analyse
Le clip vidéo satirique explore la vie de Swift en tant que son homologue masculin théorique, un alter-ego nommé "Tyler Swift". La vidéo présente de nombreux exemples répandus de deux poids, deux mesures dans la société et commente l'objectivation et la sexualisation des femmes, la masculinité toxique, le patriarcat, ainsi que l'alliance performative. Tout au long de la vidéo, on voit la version masculine de Swift incommoder grossièrement les gens autour de lui, mener une vie luxueuse et promiscuité, manspreading, recevoir des éloges pour le strict minimum et faire des crises de colère sans conséquences. Il contient des références visuelles au Loup de Wall Street (2013), un film impliquant l'acteur DiCaprio et le directeur de la photographie Prieto, et la controverse du match de la joueuse de tennis Serena Williams avec un arbitre aux Championnats de l'US Open 2018.
La vidéo contient plusieurs easter egg faisant allusion aux autres travaux de Swift, notamment Speak Now, Red, 1989 et le graffiti deReputation sur un mur. Fearless est écrit à l'envers, tandis que le titre de son premier album éponyme apparaît dans un panneau indiquant Missing: If Found Return to Taylor Swift (« Perdu : Si trouvé, retourner à Taylor Swift »). Le signe 'manquant', ainsi qu'un autre signe muet qui semble interdire la conduite de scooters, fait référence à sa bataille avec Scooter Braun et Big Machine Records sur la propriété des enregistrements maîtres de ses six premiers albums studio. Lover, le premier album que Swift possède entièrement elle-même, est absent, mais le mot 'karma' est écrit deux fois sur le mur, une référence possible au projet de Swift de réenregistrer ses œuvres précédentes abaissant ainsi la valeur des originaux. La caméra passe ensuite sur une affiche Mr. Americana pour un film mettant en vedette Tyler Swift, réalisé par Larry Wilson, et présenté en première au Festival Mandance 2020, un jeu de mots sur le documentaire Netflix de Swift Miss Americana réalisé par Lana Wilson, qui a fait ses débuts au Festival du film de Sundance 2020. L'alter-ego de Swift court dans un couloir en donnant des high-fives à dix-neuf mains désincarnées, faisant allusion aux deux poids deux mesures que représente la marche de la honte que les femmes sont souvent obligées de prendre après une relation sexuelle. Les mains seraient une référence au dix-neuvième amendement de la Constitution des États-Unis, qui accorde aux femmes le droit de vote dans le pays.
Dans la scène finale, Swift elle-même apparaît en tant que réalisatrice de la vidéo pour demander à son alter ego masculin d'être à la fois « plus sexy » et « plus sympathique » dans la prochaine prise — une référence subtile à l'objectivation et au traitement sexiste de l'industrie du divertissement envers les femmes. Se terminant sur des messages prônant l'autonomisation des femmes, Swift se tourne ensuite vers Loren Gray pour louer sa performance d'actrice en tant que ballerine de tennis, malgré son rôle consistant en rien de plus qu'un roulement d'yeux. Le générique de fin liste Swift en tant que réalisatrice, scénariste, propriétaire et star du clip vidéo, Johnson en tant que voix de The Man, et montre des photos du processus de transformation de Swift en leader masculin de la vidéo. Il se termine par un avertissement indiquant No men were harmed in the making of this video (« Aucun homme n'a été blessé lors de la réalisation de cette vidéo »),.

### Réception
Bryan Rolli de Forbes souligne que la vidéo se caractérise par une attitude « exagérée et caricaturale », typique des « vidéos les plus mémorables » de Swift. Il ajoute que « de toute évidence, tous les hommes n'agissent pas comme son personnage [Swift] ; ce n'est pas la question. Le but est de faire une caricature des hommes bouffons qui ressentent le besoin de critiquer les femmes qui réussissent comme Swift pour leur simple existence et de disséquer chaque décision publique qu'elles prennent, alors que leurs homologues masculins recevraient des éloges pour les mêmes actions ». Avery Blank, écrivant également pour Forbes, estime que la vidéo est un « rappel que les femmes continuent de faire face à des défis lorsqu'il s'agit de posséder leurs idées et de garder le contrôle de leur propre carrière » et que la société « attend des femmes qu'elles soient des joueuses d'équipe et non de s'inquiéter d'être reconnues pour leur travail ». Elle ajoute en outre que la vidéo indique clairement aux téléspectateurs que Swift « ne laissera pas les gens jouer avec elle ». Chloe Laws de Glamour écrit que la vidéo « autonomisante » « s'attaque au sexisme et aux doubles standards de l'industrie », qui est « une petite partie du plus grand voyage qu'elle [Swift est] a entrepris récemment », en « refusant de laisser quelqu'un d'autre contrôler son récit ». Constance Grady de Vox estimé que Swift est « l'une de nos grandes conteuses pop », comme le prouve la vidéo qui devient « le point culminant de sa quête pour posséder sa voix ».
Rania Aniftos de Billboard salue le fait que Swift subisse une « métamorphose intense » dans le « clip visuellement époustouflant », pour devenir un « titan d’entreprise barbu et belliqueux dont le carburant de fusée est des high-fives non-stop, des coups de poing, des louanges vides et des séries de coups à boire avec ses potes ». Zoey Haylock de Vulture commente que Swift en tant qu'homme ressemble à Harry Styles, Jake Gyllenhaal et Joe Alwyn combinés, appréciant le maquillage et les prothèses comme « méritant d'être récompensés ». Hayley Maitland et Noami Pike de Vogue decrivent l'alter ego masculin de Swift comme la « l'incarnation humaine de la masculinité toxique »/ Claire Shaffer de Rolling Stone, déclare que Swift « met tout en œuvre pour dépeindre le pire de la masculinité ». Paris Close d'iHeartRadio écrit que la vidéo « fait bien pour démontrer comment l'orgueil du privilège masculin se joue dans le monde réel ». Lisa France de CNN estime que Swift est « méconnaissable » dans la vidéo, qui « donne vie aux paroles de Swift sur la façon dont le monde voit différemment les hommes et les femmes ». Écrivant pour le Washington Post, Katie Shepherd et Allyson Chiu soulignent que la vidéo est le « démantèlement sexiste du patriarcat » de Swift, qui « embrouille la masculinité toxique et les doubles standards, tout en exprimant des griefs personnels avec une industrie qui l'a souvent soumise à examen minutieux ». Elles ajoutent que Swift vise « les normes culturelles qui permettent, et parfois même encouragent, les hommes à développer des ego surdimensionnés ». Starr Rocque de Fast Compagny déclare que Swif « examine le ridicule des rôles de genre et tisse cela dans une tournure satirique sur ses propres expériences et observations personnelles », ajoutant qu'elle « attrape beaucoup de flack, mais elle est une combattante et toujours fidèle à sa marque d'émancipation féminine ». L'apparence masculine de Swift en tant que "Tyler Swift" est comparée à celle de Christian Bale, Harry Styles, Jake Gyllenhaal et Joe Alwyn,.

## Clip lyrique

Les escaliers de Penrose sont incorporés dans la vidéo musicale pour dépeindre les difficultés sans fin auxquelles sont confrontées les femmes dans le monde de l'entreprise.

Une vidéo lyrique animée pour la chanson sort le 7 février 2020, explorant les thèmes visuels de l'autonomisation des femmes, du féminisme et du sexisme au travail.
La vidéo montre une femme portant une tenue de pouvoir, la seule figure féminine dans une ville aux allures de labyrinthe remplie de drones masculins corporatistes de plus en plus grands, alors qu'elle tente de naviguer dans des escaliers qui ne mènent nulle part. Elle est obligée de courir devant les hommes flânant pour éviter d'être piétinée. Lorsque la femme atteint enfin le sommet d'un immeuble, symbolisant son ascension dans l'échelle de l'entreprise, les drones masculins la repoussent et la laissent mourir en chute libre ; heureusement, elle est attrapée par une autre femme géante bienveillante et amenée à un endroit où toutes les femmes marchent ensemble en solidarité vers la ville. La fin de la vidéo implique que la véritable clé du succès pour les femmes est de s'élever mutuellement,,.
Certains des visuels présentés dans la vidéo ressemblent à ceux du film Inception de 2010, qui met en vedette l'acteur évoqué dans la chanson, Leonardo DiCaprio.

## Distinctions
Aux MTV Video Music Awards 2020, Swift remporte le prix de la meilleure réalisation pour le clip vidéo The Man et devient la première artiste féminine solo de l'histoire des VMA à remporter cette catégorie.

## Version live et performances
Le 9 septembre 2019, Swift interprète une version acoustique de la chanson lors du concert unique "City of Lover" à Paris, France. La version acoustique est également jouée lors d'un concert Tiny Desk pour NPR Music le 11 octobre 2019. Lors de la 47e cérémonie annuelle des American Music Awards, qui s'est tenue le 24 novembre 2019 à Los Angeles, Swift interprète un mélange de ses tubes, dont The Man.
Le 17 février 2020, Swift annonce sur ses réseaux sociaux la sortie d'une version acoustique live de la chanson intitulée The Man (Live from Paris), enregistrée lors de son concert unique "City of Lover" à L'Olympia à Paris, France, le 9 septembre 2019. La chanson sort le lendemain avec la vidéo en direct de sa performance,.
Billboard commente que la « glorieuse » vidéo live est une « œuvre de toute beauté », qui voit Swift jouer de la guitare acoustique, avec son air « détendue et confiante alors que le public chante chaque mot de la chanson ». E ! News déclare que la vidéo « vous donnera envie de tout conquérir », où « la superstar a une fois de plus prouvé son incroyable talent ». Ils ajoutent que Swift « illuminait » la scène, avec un seul projecteur, « alors qu'elle joue de la guitare acoustique, le public applaudit l'hymne féministe ». Appelant la vidéo « intime mais grandiose », Uproxx estime que la chanson « conserve ses qualités dans l'interprétation acoustique », bien que la version originale soit « une mélodie accrocheuse dirigée par un synthé ».

## Impact
En l'honneur de la Journée internationale des femmes en 2020, The Man a été ajouté aux listes de lecture sur les plateformes de streaming telles d'Apple Music, Spotify et Tidal. Des personnalités publiques telles que Malala Yousafzai et Kristin Chenoweth ajoutent aussi la chanson à leurs listes de lecture de la Journée internationale de la femme. De plus, Taylor Swift inclus la chanson dans sa "Playlist by ME!" d'Apple Music, qui est mise à jour pour mettre en lumière des chansons d'artistes féminines montantes telles que Beabadoobee, Clairo, Phoebe Bridgers, Caroline Polachek, Celeste, Charli XCX, Daya, Grimes, Haim, Halsey, Léon, HER, Kesha, King Princess, Marina Diamandis, MUNA, Oh Wonder, Brittany Howard, Margaret Glaspy, Princess Nokia, Selena Gomez, Låpsley, Yebba, etc.
En mars 2020, la politicienne britannique Liz Truss, secrétaire d'État au Commerce international et ministre des Femmes et des Égalité du Royaume-Uni, cite les paroles de la chanson lors d'un débat spécial de la Journée internationale de la femme au parlement britannique, tout en parlant de la nécessité de l'égalité des sexes au sein de la main-d'œuvre et une meilleure protection des femmes contre les violences domestiques. Truss déclare : « Et pour que, selon les mots de la brillante Taylor Swift dans sa nouvelle chanson, "les femmes courent aussi vite qu'elles le peuvent, se demandant si elles y arriveraient plus vite si elles étaient un homme " ».
La journaliste américaine Jody Rosen, écrivant pour le New York Times, répertorie The Man comme l'une des « 25 chansons qui comptent maintenant ». Décrivant Swift comme « le meilleur humble fanfaron de la pop », Rosen qualifie The Man de « chant de révolte sournois », expliquant que Swift « a été la meilleure affamée de la pop, transformant un ensemble de griefs désormais familiers en grandes chansons ». Il ajoute que Taylor Swift « canalise cette indignation dans une protestation plus large contre le sexisme et le scepticisme auxquels toutes les femmes sont confrontées ». Rosen estime également que « la ligne la plus percutante de la chanson est une question rhétorique plaintive qui rappelle un slogan du mouvement #MeToo : #BelieveWomen ».
Nommant The Man comme la chanson « la plus importante » que Swift ait jamais écrite, Brittany Hodak de Forbes, salue que « "la magie de The Man n'est pas seulement qu'il capture un problème complexe (et souvent mal compris) si brillamment et simplement, mais aussi que cela transmet aux fans féminines de Swift que même elle n'est pas au-dessus des emmerdes auxquelles tant d'entre nous sont régulièrement soumis ». Hodak conclut qu'elle « espère que les projecteurs de Swift sur la question déclencheront une conversation nationale sur le sexisme, le pouvoir et l'égalité ».

## Charts
| Chart (2019–2020)                       | Meilleure position |
| --------------------------------------- | ------------------ |
| Australie (ARIA)                        | 17                 |
| Autriche (Ö3 Austria Top 40)            | 66                 |
| Belgique (Flandre Ultratop 50 Singles)  | 18                 |
| Belgique (Wallonie Ultratop 50 Singles) | 7                  |
| Bolivie (Monitor Latino)                | 5                  |
| Canada (Hot 100)                        | 21                 |
| Tchéquie (IFPI Rádio)                   | 36                 |
| Canada (Adult Contemporary)             | 29                 |
| Canada (CHR/Top 40)                     | 26                 |
| Canada (Hot AC)                         | 14                 |
| Tchéquie (IFPI Singles Digitál)         | 33                 |
| Estonie (Eesti Ekspress)                | 34                 |
| Grèce International (IFPI)              | 27                 |
| Hongrie (Rádiós Top 40)                 | 30                 |
| Irlande (IRMA)                          | 16                 |
| Lituanie (AGATA)                        | 24                 |
| Malaisie (RIM)                          | 12                 |
| Pays-Bas (Single Top 100)               | 62                 |
| Nouvelle-Zélande (Recorded Music NZ)    | 15                 |
| Norway (VG-lista)                       | 24                 |
| Portugal (AFP)                          | 52                 |
| Écosse (OCC)                            | 62                 |
| Singapour (RIAS)                        | 10                 |
| Slovaquie (IFPI Singles Digitál)        | 31                 |
| Suède (Sverigetopplistan)               | 63                 |
| Suisse (Schweizer Hitparade)            | 80                 |
| Royaume-Uni (UK Singles Chart)          | 21                 |
| États-Unis (Hot 100)                    | 23                 |
| États-Unis (Adult Contemporary)         | 21                 |
| États-Unis (Adult Pop Songs)            | 9                  |
| États-Unis (Pop Airplay)                | 20                 |
| Venezuela anglophone (Record Report)    | 9                  |
| Venezuela Pop (Record Report)           | 23                 |

## Historique des versions
| Région     | Date            | Format(s)                              | Version  | Étiquette | Ref.    |
| ---------- | --------------- | -------------------------------------- | -------- | --------- | ------- |
| États-Unis | 27 janvier 2020 | Adult contemporary                     | Original | Republic  | [ 104 ] |
| États-Unis | 28 janvier 2020 | Contemporary hit radio                 | Original | Republic  | [ 105 ] |
| Italie     | 14 février 2020 | Diffusion radio                        | Original | Universal | [ 24 ]  |
| Divers     | 18 février 2020 | - téléchargement numérique - streaming | Live     | Républic  | [ 63 ]  |

## Traduction
- (en) Cet article est partiellement ou en totalité issu de l’article de Wikipédia en anglais intitulé « The Man (Taylor Swift song) » (voir la liste des auteurs).